# Taklilte
 (signalé en mai 2025).
Si vous disposez d'ouvrages ou d'articles de référence ou si vous connaissez des sites web de qualité traitant du thème abordé ici, merci de compléter l'article en donnant les références utiles à sa vérifiabilité et en les liant à la section « Notes et références ».
- Archive Wikiwix
- Bing
- Cairn
- DuckDuckGo
- E. Universalis
- Gallica
- Google
- G. Books
- G. News
- G. Scholar
- Persée
- Qwant
- (zh) Baidu
- (ru) Yandex
- (wd) trouver des œuvres sur Wikidata

 (octobre 2016).
Améliorez-le ou discutez des points à vérifier. 

Takllte, terme féminin amazighe du Moyen Atlas central notamment chez les Zayans, est un ingrédient utilisé dans le couscous berbère pour la saveur du beurre rance. Il est obtenu avec du fromage blanc séché et après le barattage du lait frais. On obtient alors du lben et du beurre : une technique traditionnelle réalisée avec la peau de chèvre tannée utilisée comme ustensile, suspendue et remuée manuellement dans le sens horizontal. C'est à partir du lben légèrement chauffé qu'on obtient la taklilte.